# 台中市公車310路
台中市公車310路為行駛臺中港旅客服務中心到臺中車站間的臺灣大道幹線公車路線之一。由臺中客運、統聯客運、巨業交通聯合營運。

## 歷史
- 2018年2月5日：台中市公車新增「310」路，從台中港旅客服務中心出發，經梧棲區大智路、民和路及台灣大道優化公車專用道至台中車站[1]。
- 2018年4月30日：雙向增設「大智中央路口」站位。
- 2018年10月10日：進駐「台中轉運中心」B月台[2]。
- 2018年11月16日：增設「民和忠信路口」站牌。
- 2018年11月29日：調整班次。
- 2019年11月30日：3線之雙節公車(300、309、310路)整合停靠A月台。
- 2019年1月1日：「臺中火車站」站名更改為「臺中車站」。
- 2019年9月1日：雙向增設「大智四維東路口」站位。
- 2019年11月1日：增設「警察總隊」。

## 路線基本資料

### 收費
依里程計費，刷電子票證10公里免費

### 停站
參見右側站牌及下方路線圖，藍色路段為行駛優化公車專用道。

- 設有公車專用道的候車站各站皆停，其餘站位皆需上車招手攔車、下車按鈴才停靠；往臺中車站方向的「仁愛醫院」站牌（單邊未在公車專用道上）亦需招手攔車、下車按鈴。
- 參見右側站牌路線圖